# Juan David Torres
Juan David Torres  (Barranquilla, Colombia, 31 de marzo de 2001) es un futbolista colombiano nacionalizado argentino. Juega de Volante ofensivo y actualmente se encuentra en el Charleston Battery de la  USL Championship.

## Biografía
Luego de que se hicieran virales a través de la red social YouTube unos vídeos suyos jugando al fútbol, su familia decide emigrar a la Argentina en el año 2009 para que Juan David comenzará su proceso formativo. A su llegada formó parte de las formativas del Vélez Sarsfield durante 2 años, posteriormente paso a River Plate 1 año y en Banfield donde firma su primer contrato profesional.

## Trayectoria

### Corinthians
En 2018 tras un tiempo en las reservas de Banfield junto con su compatriota Iván Arboleda, las directivas del club le hacen un contrato por 3 temporadas y con una cláusula de rescisión por 15 millones de dólares.
En julio de 2019 es fichado por el Corinthians de Brasil. Con el "Timao" se mantiene hasta 2021, a pesar de pertecer al equipo profesional nunca fue convocado a ningún partido oficial, mientras que con en el torneo Sub-20 anotó 3 goles en 26 partidos.

### Millonarios FC
Para el segundo semestre de 2022 por petición del entrenador Alberto Gamero es contratado por Millonarios de la Primera División de Colombia, pese a no ser convocado a ningún partido logra el título de la Copa Colombia al estar inscrito ante Dimayor.
Disputa su primer partido oficial como profesional en  la cuarta fecha del Torneo Apertura 2023 ante Jaguares de Córdoba.
El 13 de diciembre de 2023 se confirma su salida de Millonarios luego de vencer su contrato y no ser renovado.

## Selección Colombia
En 2019 es convocado por el entrenador Arturo Reyes a la Selección de fútbol de Colombia sub-20.
| 1 | Perú   | 0-4 | 29 de noviembre de 2019 | Complejo Deportivo Teresópolis | Amistoso | No |
| 2 | Brasil | 1-0 | 4 de diciembre de 2019  | Complejo Deportivo Teresópolis | Amistoso | No |

## Estadísticas

### Clubes
Actualizado al último partido disputado el 19 de febrero de 2023.
| Club                         | Div.          | Temporada     | Liga  | Liga  | Copas nacionales | Copas nacionales | Copas internacionales | Copas internacionales | Total | Total |
| Club                         | Div.          | Temporada     | Part. | Goles | Part.            | Goles            | Part.                 | Goles                 | Part. | Goles |
| ---------------------------- | ------------- | ------------- | ----- | ----- | ---------------- | ---------------- | --------------------- | --------------------- | ----- | ----- |
| Millonarios F. C. · Colombia | 1°            | 2023          | 6     | 0     | 0                | 0                | 0                     | 0                     | 6     | 0     |
| Millonarios F. C. · Colombia | Total club    | Total club    | 6     | 0     | 0                | 0                | 0                     | 0                     | 6     | 0     |
| Total carrera                | Total carrera | Total carrera | 6     | 0     | 0                | 0                | 0                     | 0                     | 6     | 0     |

## Palmarés

### Títulos nacionales
| Títulos         | Club        | País     | Año  |
| --------------- | ----------- | -------- | ---- |
| Copa Colombia   | Millonarios | Colombia | 2022 |
| Torneo Apertura | Millonarios | Colombia | 2023 |